# Marinian
Marinian war ein spätantiker römischer Jurist um die Wende vom 4. zum 5. Jahrhundert, der aus dem kleinasiatischen Galatien stammte. 
Dass er Jurist war, ist lediglich aus einem der sieben an ihn gerichteten Briefe des berühmten Politikers Quintus Aurelius Symmachus bekannt, wonach er Rechtslehrer (antecessor) in Rom war. In dem Brief gibt Symmachus Marinian den freundschaftlichen Rat, das auf ihn übertragene Lehramt nicht zu ernst zu nehmen.
Ausweislich des Codex Theodosianus war er im Jahr 383 Vikar im visigothisch geprägten Spanien, in Mérida. Das Amt bedeutete Spektabilität, weshalb Marinian von senatorischem Rang war. Der christliche Historiker Sulpicius Severus beschreibt, wie Marinian sich sehr amtsbeflissen, aber so unvoreingenommen mit den sektiererischen Priscillianisten auseinandersetzte, dass er bei Kirchenvater Ambrosius in Ungnade fiel und ihm der Fall weggenommen wurde.
Der letzte heidnische Geschichtsschreiber Zosimos lässt letztlich wissen, dass Marinian 409 seinen Sohn Maximilian für 30.000 Goldstücke von Alarich I. auszulösen hatte.